# Мандарини (фільм)
«Мандарини» — художній фільм 2013 року грузинського режисера Заза Урушадзе. 2014 фільм нагороджено премією «За найкращу режисуру» 29-го Варшавського міжнародного кінофестивалю, у 2015 році фільм було номіновано на премію Оскар та Золотий глобус у номінації «найкращий фільм іноземною мовою». Прем'єра відбулась 31 жовтня 2013 року (в Естонії — 1 листопада). На 18 вересня 2018 року фільм займав 244-у позицію у списку "250 найкращих фільмів за версією IMDb.

## Сюжет
1992 рік, Абхазія. Село естонських переселенців, розташоване між горами і морем, спорожніло — війна змусила естонців повернутися на свою історичну батьківщину. У селі залишилося лише троє мешканців: Іво, його сусід, власник плантації мандаринів Маргус та місцевий лікар Юхан, який вже зібрався їхати. Маргус хоче виїхати лише після того, як збере врожай мандаринів зі свого саду. Війна доходить до села, де відбувається бій між грузинськими розвідниками та чеченськими найманцями. Після бою Іво і Маргус виявляють пораненого чеченського бійця на ім'я Ахмед. А під час поховання загиблих з'ясовується, що живий ще один учасник бою. Важкопораненого грузина за документами звати Ніка. Жалісливий Іво розміщує обох потерпілих бійців у себе в будинку. Так під одним дахом опиняються представники протиборчих сторін.
Грузину зовсім погано: він без свідомості і марить. Перед від'їздом його оглядає Юхан і каже, що він цілком може вижити, незважаючи на важку рану. Ахмед, чия рана не така важка, постійно поривається добити Ніку, але Іво спочатку замикає їх кімнати, а після бере з чеченця обіцянку, що в його будинку ніхто нікого не вбиватиме. Знехотя, чеченець погоджується дати обіцянку. Тим часом грузин потроху приходить до тями і починає виходити з кімнати. За обіднім столом між ними відбувається сварка, в результаті якої Ніка вихлюпує чай в обличчя Ахмеду, але сварка переривається у зв'язку з приїздом до Іво збройного загону абхазів. Намагаючись врятувати грузина від неминучої розправи, Іво переконує Ахмеда представити Ніку як свого загиблого друга-чеченця, Ібрагіма. При цьому Ніка, який нерозважливо рветься в бій, повинен мовчати через втрату мови у результаті поранення. За «переховування ворога» може постраждати сам Іво, і врятовані ним хлопці благородно погоджуються на інсценування. Командир абхазького загону Аслан віддячує Ахмеда і псевдо-Ібрагіма за доблесний бій та допомогу. Несподівано для себе Ахмед стає рятівником Ніки, і у нього зникає бажання вбити свого ворога.
Оскільки обіцяні російським майором бійці для збирання врожаю так і не з'явилися, Іво і Маргус домовляються з Асланом про допомогу в обмін на декілька ящиків мандаринів.
Ввечері Ніка розповідає Іво про те, що до війни він був актором у театрі, кілька разів знімався в кіно. На війну пішов «тому що треба захищати батьківщину». Іво каже, що після війни приїде до Тбілісі подивитися, як Ніка грає у театрі. В цей час загін Аслана, який стоїть неподалік, починають обстрілювати з артилерії, один зі снарядів влучає у будинок Маргуса. Маргус залишається живим, так як знаходиться в цей момент у Іво, але його будинок згорає вщент.
На ранок до будинку Іво приїжджає російський патруль з капітана та кількох солдатів і застає Ахмеда з Маргусом за рубанням дров. Капітан приймає Ахмеда за грузина і не вірить в те, що він чеченець. Іво виходить і каже, що знайомий з його командиром, але капітан нічого не хоче слухати і наказує розстріляти Ахмеда. У цей момент Ніка з вікна будинку відкриває по них вогонь, але патруль вбиває Маргуса вогнем у відповідь. Після знищення патруля Ніка виходить з будинку і його вбиває з пістолета поранений капітан, якого добиває Ахмед.
Іво і Ахмед ховають Маргуса в його мандариновому саду, а Ніку на стрімчаку поруч з могилою сина Іво. Іво розповідає, що його син пішов «захищати батьківщину» як тільки розпочалася війна і майже одразу був убитий. Поховавши грузина поруч із сином, Ахмед прощається з Іво, сідає в машину, вставляє в магнітолу касету, яку носив з собою Ніка, і їде під «Паперовий кораблик» Іраклія Чарквіані.

## У ролях
- Іво — Лембіт Ульфсак
- Маргус — Елмо Нюганен
- Ахмед — Георгій Накашидзе
- Ніка — Міхаель Месхі
- Юхан — Райво Трасс
- Аслан — Зура Бегалішвілі
- Ібрагім — Каха Аревадзе

## Оцінка фільму
|  | Не варто сприймати мою картину як політичний маніфест, твір, який потонув у щоденних чварах між країнами. Це, перш за все, історія про людей, які опинились у ситуації, що перевищує їхні можливості. Це приводить до того, що вони втрачають свою людяність. У своєму фільму я втікаю від політики, я хочу показати, перш за все, значення тієї цінності, про яку забувають у конфліктних ситуаціях. Цінності людяності... Саме про це фільм - про людяність. Про те, що ми дуже легко здатні забувати, відрікатись від самих себе, даємо собою маніпулювати, що насправді не має великого значення. Ми забуваємо про те, що всі ми люди. Можливо, іншого походження, із іншої країни, іншого віросповідання, але завжди - люди. Саме це є основним посланням мого фільму - щоб пам'ятали, що найголовніше - залишатись людиною. |

 — Заза Урушадзе
Критики позитивно сприйняли фільм; на Варшавському кінофестивалі, окрім нагороди за режисуру, йому також присудили приз глядацьких симпатій. Фільм часто відмічали за його антивоєнний підтекст.

### Критика
Деякі грузинські видання сприйняли фільм негативно, оскільки у ньому не показано безумовної правоти грузинської сторони у грузино-абхазькому конфлікті. Наводились також твердження, що нібито жоден естонець не брав участі у війні, тим більше, на стороні Абхазії, саме тому весь фільм — вигадка без натяку на правду. Не обділили критики увагою і чеченського найманця. На їхню думку, ніхто із чеченців не воював в Абхазії за гроші, всіх їх привела туди ідея створення Конфедерації гірських народів Кавказу, у якій вони пізніше розчарувались.